# Абрамова, Ольга Михайловна
О́льга Миха́йловна Абра́мова (родилась 19 сентября 1953 года, Минск) — белорусский общественно-политический деятель, социолог, философ.
Окончила Белорусский государственный университет (1975). Диссертацию на соискание учёной степени кандидата философских наук защитила 24 февраля 1988 года в БГУ, тема диссертации: «Гуманизм насильственной задачи социалистической революции (на опыте Великой Октябрьской социалистической революции)», научные руководители — член-кор. АН БССР В. И. Степанов и профессор И. В. Полуян. Преподает в Белорусском технологическом институте и Минском радиотехническом институте, доцент. Директор исследовательских программ Национального центра стратегических инициатив «Восток-Запад» (1995 и с 1997 года), директором научных и образовательных программ аналитического центра «Стратегия».
С конца 1980-х стала активно участвовать в политике, выступая сторонником введения государственного двуязычия и активной соперницей Закона о языках, принятого Верховным Советом БССР 11-го созыва. Была сопредседателем Движения демократических реформ Беларуси (1991—1994), сопредседателем международного Движения демократических реформ, председателем Белорусского объединения «Яблоко»[уточнить]. Депутат Верховного Совета Республики Беларусь 13-го созыва от Академического избирательного округа № 242 города Минска (с 1996 года), секретарь Комиссии по международным делам. Во время политического кризиса 1996 выступила против Александра Лукашенко.
В 2000—2004 — депутат Палаты представителей Национального собрания Республики Беларусь 2-го созыва от Восточное избирательное округа № 106, член Постоянной комиссии по законодательству и судебно-правовым вопросам, депутатской группы «Содействие экономическому развитию».
В 2004—2008 депутат Палаты представителей Национального собрания Республики Беларусь 3-го созыва от Калиновского избирательного округа № 108, член Постоянной комиссии по государственному строительству, местному самоуправлению и регламенту. Была единственным депутатом, кто проголосовал против отмены льгот.
В 2008 участвовала в парламентских выборах, но не прошла в парламент.
Награждена Почетной грамотой Национального собрания Республики Беларусь. Активно выступает в прессе. Замужем, имеет сына.
Ольга Абрамова в ответ на вопрос об оценке политики соседних государств в отношении Беларуси сказала, что Литва, Польша, Украина проводят политику, которая «в долгосрочном плане не соответствует их национально-государственным интересам».

## Научные труды
Имеет более 200 публикаций (статьи, брошюры, книги).
- Белорусско-российская интеграция: между симуляцией и реальностью. — ФРГ, 1998 (на немецком языке).
- Обожжёная холодом (автобиография) — Минск, 2017.